# 唐破风

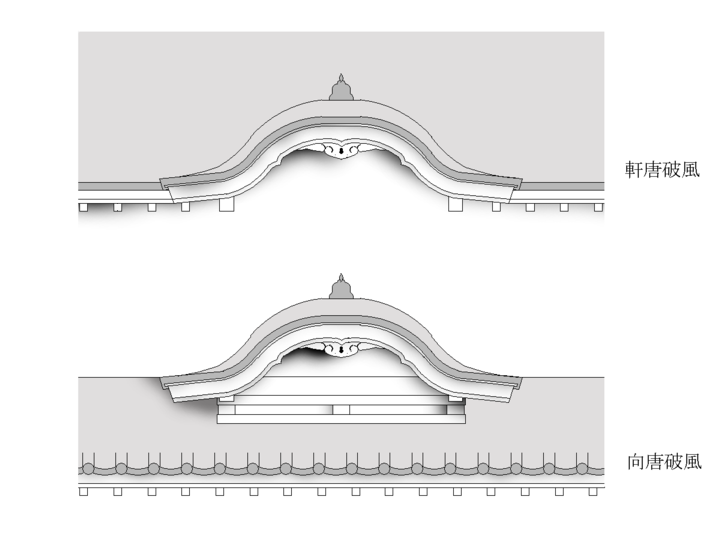
轩唐破风和向唐破风

唐破风（日语：／ Karahafu）是一種圆弧形博风板类型。在日本傳統建築中常见于寺社、城郭等建筑的正门或者侧窗上方。雖有「唐」，但一般認為是日本特有的建築技法。

## 概述
唐破风是建筑结构中的山面，是屋檐装饰，呈两侧凹陷，中间拱起半弧形，类似遮蓬。有来源说这种建筑式样是来自于中国唐代，源自古典建筑样式中的博风，因此得名唐破风。在中國一些唐宋古畫中的建築物有類似現在日本唐破風的結構，稱為卷棚出檐。唐代高元珪墓中绘有带着唐破风曲线的椅子，是为唐破风在中国早期出现的实例。但也有观点认为该建筑形式是日本原创建筑手法，源自平安时代晚期，“唐”的意思仅表示“高贵”和“优雅”，用於体现所描述对象的宏伟和复杂。因此对于该建筑形式的起源和定名依据目前学术界尚无定论。
唐破风常见于建筑的正门屋顶，或者侧窗上方。在平安时代的画卷中，唐破风也出现在走廊、轿子等的顶部。目前已知最早有关唐破风的描绘出现在日本奈良县法隆寺的小型庙堂。琉球王國王室宮殿首里城正殿也有唐破風。

## 历史
早期，唐破风仅用于寺庙或者贵族的门楼，从安土桃山时代开始，它逐渐成为大名宅邸和城堡的重要建筑元素。大名的住宅门前通常有装饰有唐破风的门厅，这个门厅用于大将军御成时，家臣接待使用，或者天皇驾临时接待天皇用。这使得唐破风有着很特殊的阶级社会含义。这种顶上装饰有唐破风的门，又称为“唐门”，作为宗教和世俗权威建筑的象征。在江户幕府时期，唐门反映在建筑主人身上就是权威和强大的象征。唐破风也有用在澡堂或殡仪馆等场所，以表现“转世的入口”以及另一个世界的神秘感。

## 类型
唐破风有两种类型，轩唐破风和向唐破风。

### 轩唐破风
轩唐破风（也称“盔形破风”）是屋顶屋檐拱起呈圆形的破风，与屋檐连为一体，姬路城天守阁西侧四层和由岐神社割拜殿正门屋檐就是这种破风。

### 向唐破风
向唐破风，也称“大唐破风”，是与屋顶本身分开，独立突起于屋顶上的窗顶形状的破风。

## 兔毛通
唐破风使用了兔毛通，其爲厚而平长的特殊悬鱼，可見於松本城等地。

## 图集

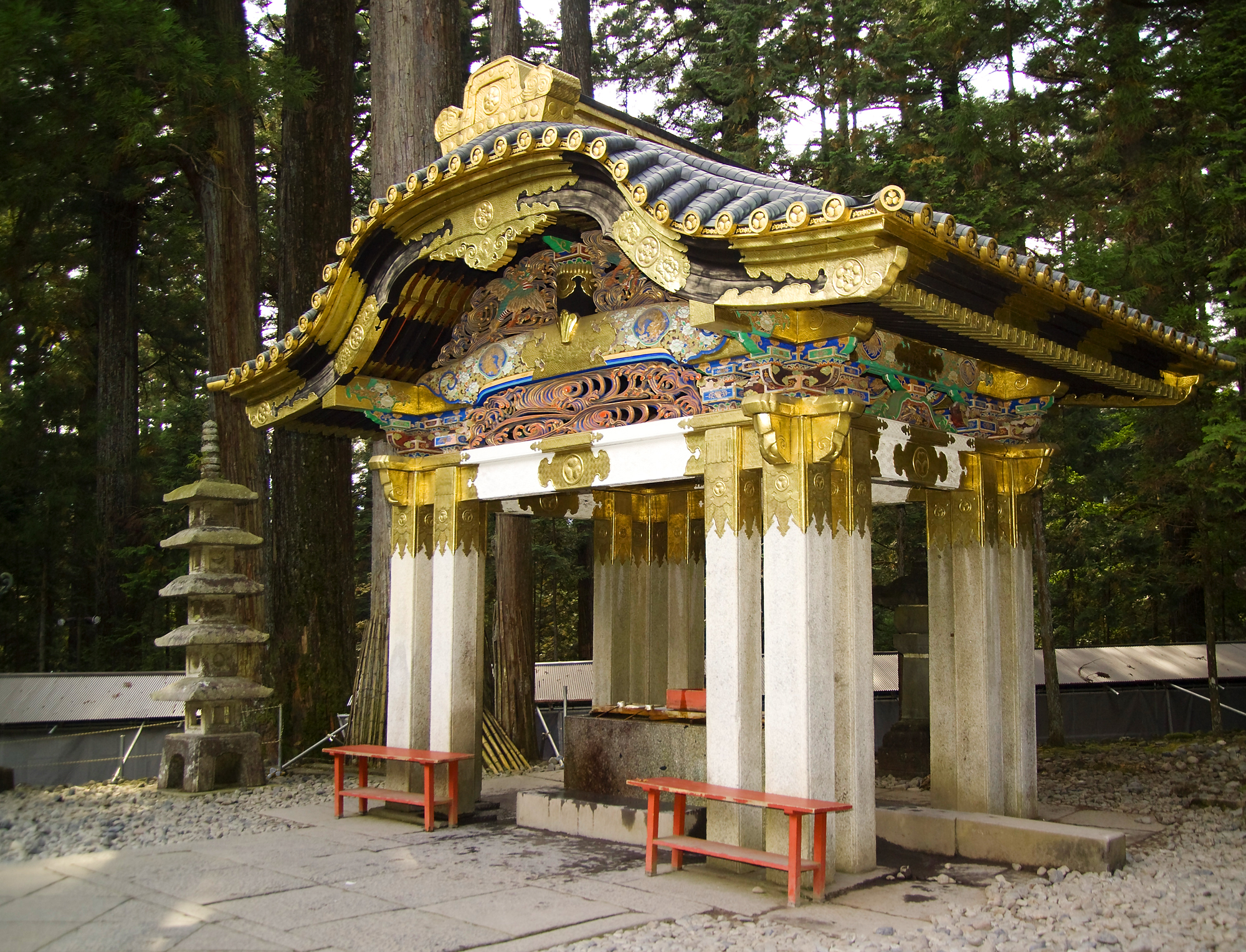
日光东照宫的手水舍
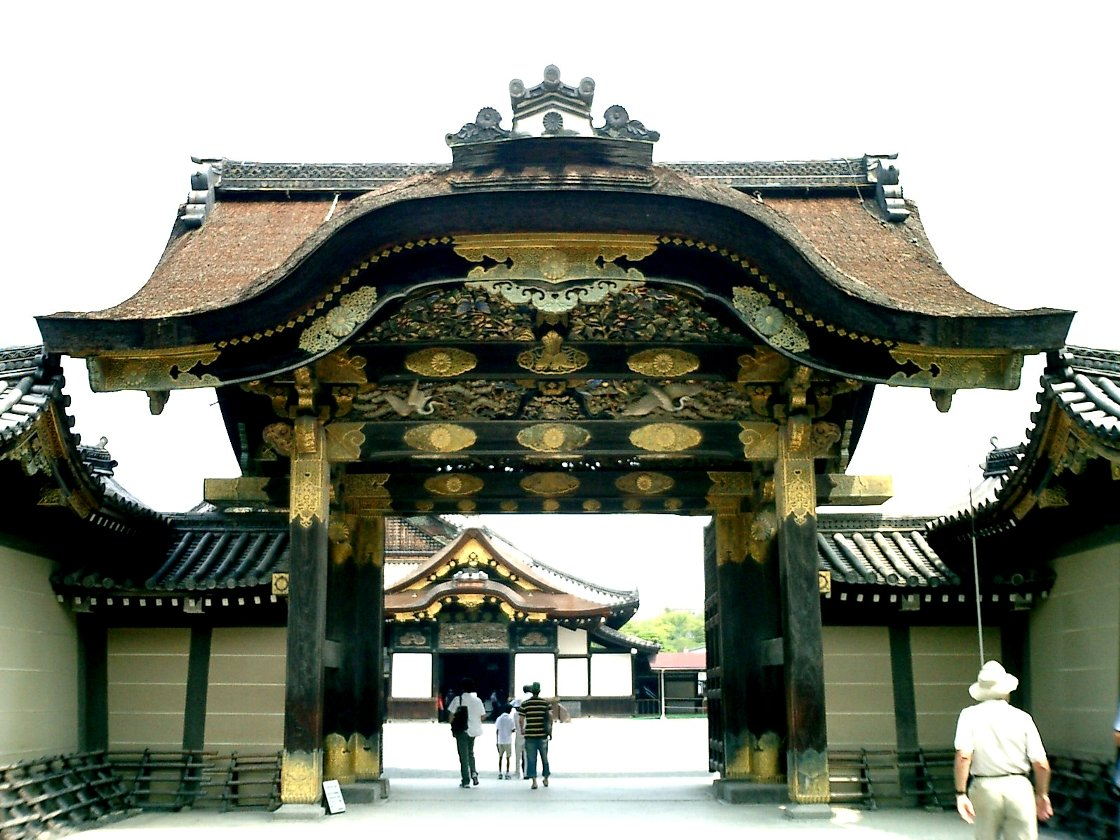
二条城的唐门
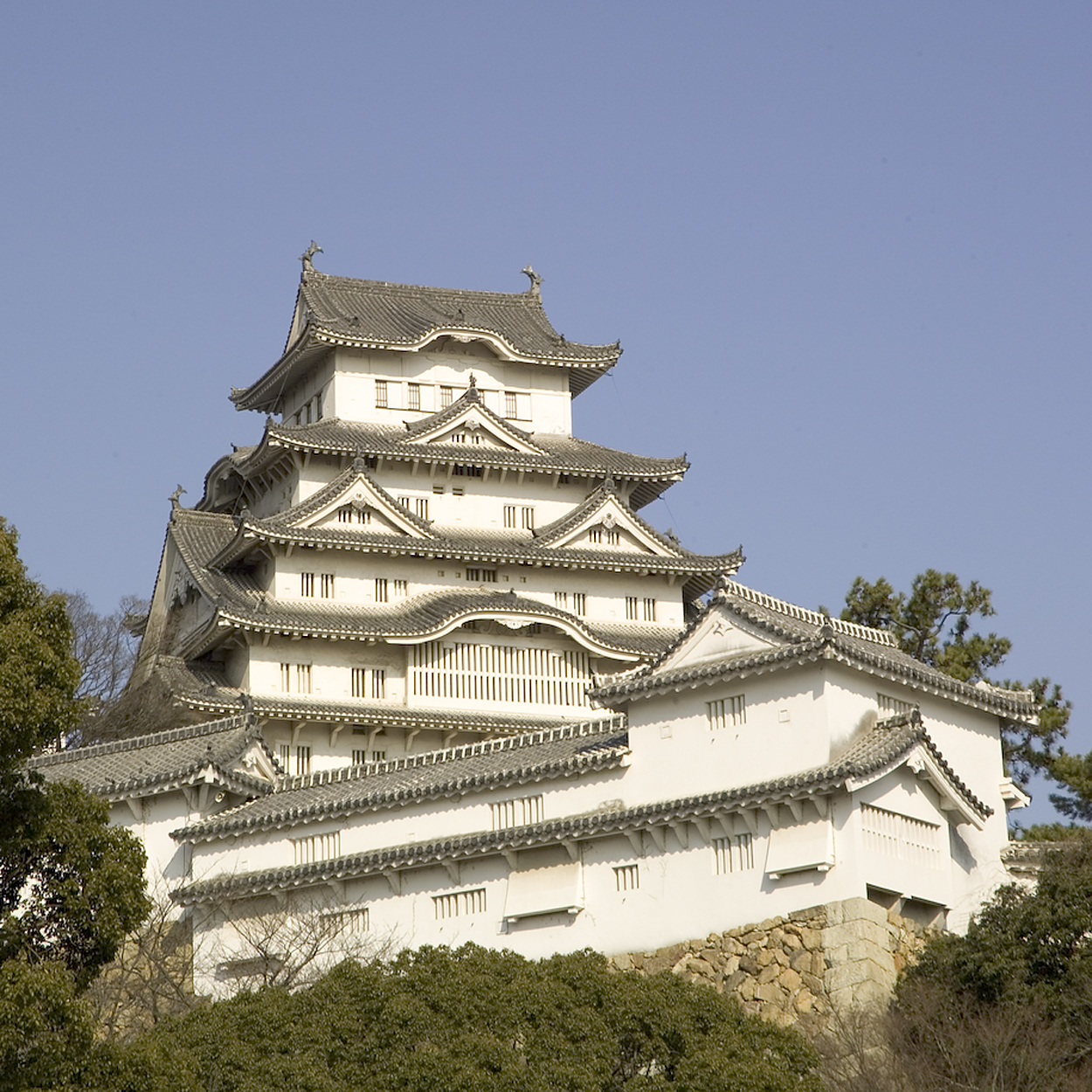
姬路城
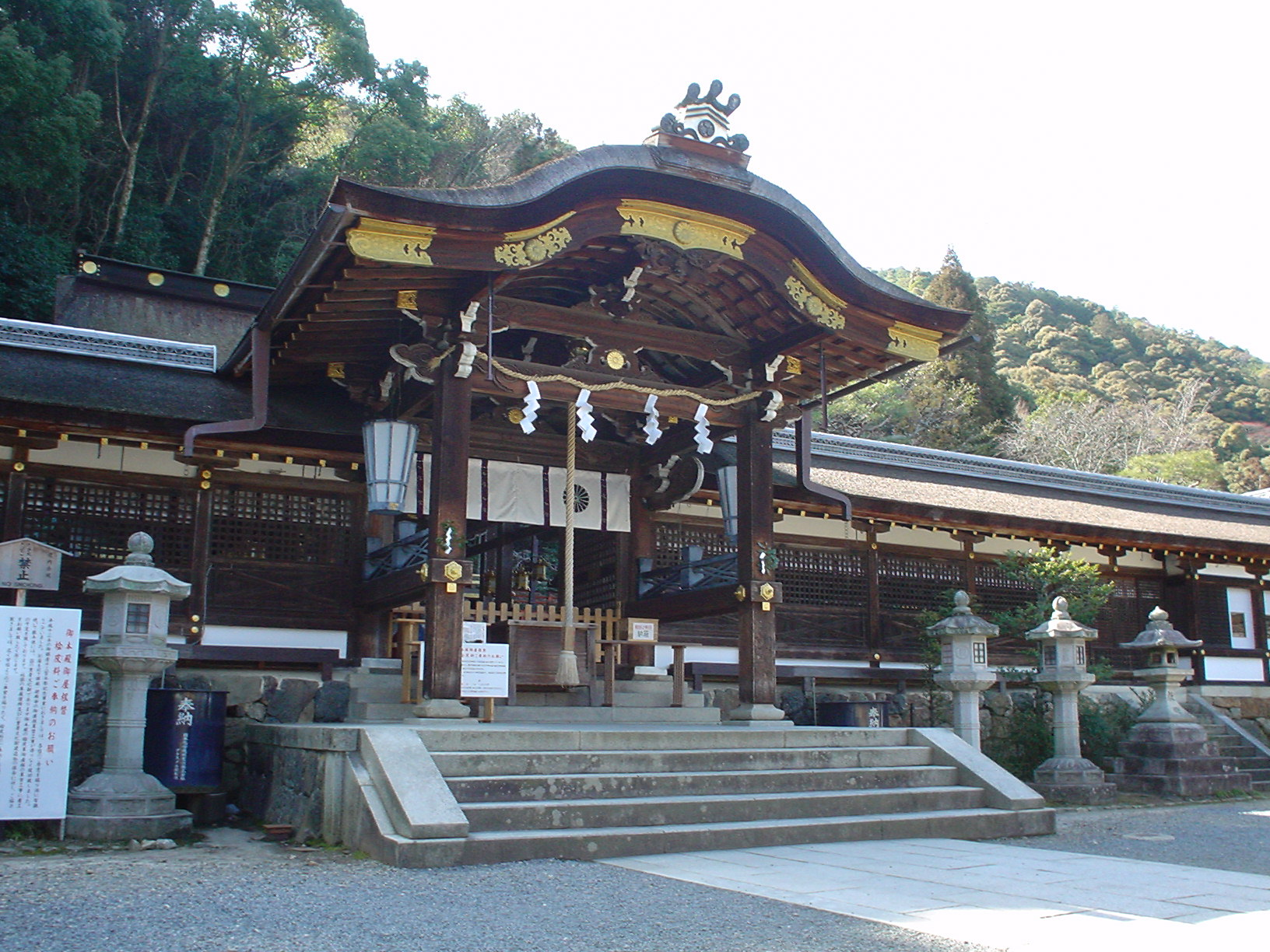
松尾大社
首里城